# Архангельське (Старицький район)
Архангельське (рос. Архангельское) — присілок в Старицькому районі Тверської області Російської Федерації.
Населення становить 473 особи. Входить до складу муніципального утворення Архангельське сільське поселення.

## Історія
Від 2005 року входить до складу муніципального утворення Архангельське сільське поселення. Раніше населений пункт належав до Архангельського сільського округу.

## Населення
| 1859 | 1886 | 1919 | 1997 | 2002 | 2010 |
| ---- | ---- | ---- | ---- | ---- | ---- |
| 161  | ↗163 | ↗199 | ↗521 | ↘479 | ↘473 |